# Burmeistersgade
Burmeistersgade er en gade mellem Prinsessegade og Bodenhoffs Plads på Christianshavn, opkaldt efter ingeniøren og industrimanden Carl Christian Burmeister (1821–1898). I 1846 grundlagde Burmeister, sammen med sin kompagnon H. H. Baumgarten, det skibsværft, der senere blev kendt som Burmeister & Wain.
Burmeistersgade er en del af det såkaldte “Alladin-kvarter”.